# C.C. Cowboys
C.C. Cowboys är en låt av den svenska rockgruppen Imperiet från 1985, från studioalbumet Blå himlen blues. Titeln är en förkortning för Coca-Cola Cowboys som syftar på de amerikanska soldaterna, som anses tjäna den amerikanska imperialismen.
Den norska musikgruppen CC Cowboys har tagit sitt namn från låten.

## Andra inspelningar
År 2007 tolkades låten av Örngott på albumet Ung rebell.